# Skipjack-Klasse
Die Skipjack-Klasse war eine Klasse von Atom-U-Booten der United States Navy. Die sechs Boote der Klasse, in Dienst gestellt ab 1959, waren bis ins Jahr 1990 in Dienst.
Bekannt wurde vor allem das dritte Boot der Klasse, die USS Scorpion, die am 22. Mai 1968 mit 99 Seeleuten an Bord sank.

## Geschichte

### Planung und Bau

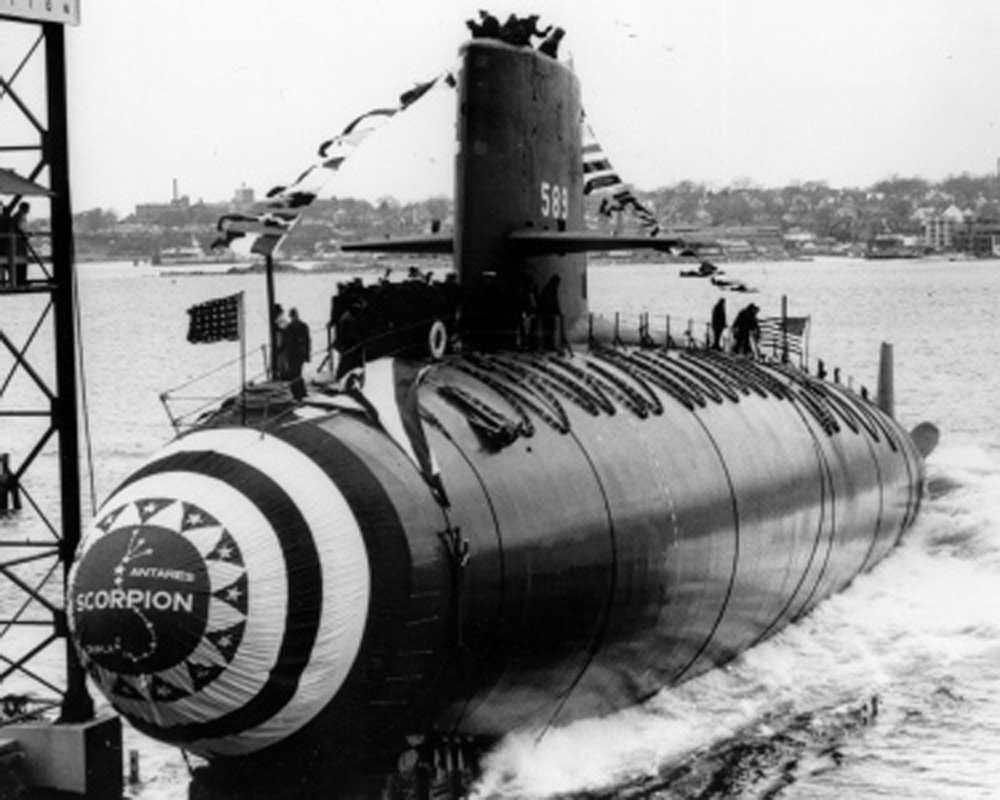
Stapellauf der Scorpion

Die Boote der Skipjack-Klasse wurden ab Mitte der 1950er Jahre geplant und nach einem radikal anderen Entwurf gebaut als alle anderen U-Boote dieser Zeit. Sowohl das erste Atom-U-Boot, die Nautilus, als auch die Nachfolger Seawolf, und die vier Boote der Skate-Klasse besaßen noch klassische Zweihüllenrümpfe, wie sie bei Weltkriegs-Booten Verwendung fanden. Die Skipjack-Klasse erhielt jedoch einen Rumpf, wie er auf dem Versuchs-U-Boot Albacore erprobt wurde. Dieser war hydrodynamisch günstiger, da er in der Form einem Wassertropfen ähnelte. Die Skipjack-Klasse war die erste Atom-U-Boot-Klasse und nach der Barbel-Klasse die zweite Klasse überhaupt in dieser Form.
Rund eineinhalb Jahre nach der Indienststellung der Albacore wurde das erste Boot der Skipjack-Klasse im Mai 1955 in Auftrag gegeben, 1957 folgten fünf weitere Bestellungen. 1956 wurde die erste Einheit auf Kiel gelegt. 1957 sollte eine weitere folgen, als die Navy das Skipjack-Programm verzögerte. Aus dem bereits begonnenen Rumpf der zweiten Einheit wurde durch Einfügen einer Raketensektion das erste atomgetriebene Raketen-U-Boot der Welt, die George Washington, und auch Material, das eigentlich einem weiteren Skipjack zugedacht war, wurde für den Ausbau der George Washington-Klasse verwendet. Die restlichen fünf Boote der Skipjack-Klasse wurden somit erst 1958 und 1959 auf Kiel gelegt. Je zwei der Boote wurden bei Electric Boat und Ingalls Shipbuilding gefertigt, die beiden anderen auf der Mare Island Naval Shipyard und bei Newport News Shipbuilding. Die Baukosten lagen pro Boot bei rund 40 Millionen US-Dollar.
Der Name der Klasse leitet sich traditionsgemäß vom ersten Boot ab. Dieses wie auch die folgenden wurden, wie es zu damaliger Zeit noch gang und gäbe war, nach Meerestieren benannt, Skipjack ist die englische Bezeichnung für eine Thunfischart, den Echten Bonito. Genau wie bei der vorangegangenen Skate-Klasse erhielten auch bei der Skipjack-Klasse alle Boote einen mit demselben Buchstaben beginnenden Namen – eine Tradition, die vor allem vor dem Zweiten Weltkrieg bestanden hatte, in der Zwischenzeit aber vor allem bei in zahlreichen Exemplaren hergestellten Typen wie der Gato-Klasse nicht aufrechterhalten werden konnte. Die Skipjack-Klasse war dabei die letzte U-Boot-Klasse der US Navy, die nach diesem Schema benannt wurde.

### Dienstzeit
Das erste Boot kam 1959 zur Flotte, das nächste aufgrund des Vorzuges der Raketen-U-Boote auf Kosten der Skipjack-Klasse 1960, die restlichen vier erst 1961. Noch vor der Indienststellung der letzten Skipjack im Oktober ging bereits das erste Boot der Nachfolge-Klasse, der weiter verbesserten Thresher-Klasse in Dienst. Zusammen mit den geplanten 14 Booten dieser Klasse sollten die Skipjack-Klasse den modernsten Teil der US-Atom-U-Boot-Flotte stellen, was aber 1963 durch den Untergang der Thresher verzögert wurde, da im daraufhin angelaufenen SUBSAFE-Programm sämtliche U-Boote überprüft und neue Boote nur verzögert in Dienst gestellt wurden. So waren alle Boote der Thresher-Klasse erst 1968 in Dienst, als die Indienststellung der Nachfolger, der Sturgeon-Klasse, bereits angelaufen war.
Auch ein Boot der Skipjack-Klasse sank. Am 22. Mai 1968 befand sich die Scorpion auf dem Rückweg von einem Einsatz im Mittelmeer, als plötzlich die regelmäßigen Positionsmeldungen ausblieben. Erst Ende des Jahres wurde das Wrack des Bootes 3.300 Meter unter der Wasseroberfläche auf dem Grund des Atlantiks ungefähr 400 Seemeilen südwestlich der Azoren gefunden. Der Grund konnte nie eindeutig geklärt werden, heute gehen Forscher davon aus, dass ein Torpedo nach einer Fehlfunktion innerhalb des U-Bootes detoniert ist. Die 99 Toten markieren den bisher letzten Untergang eines U-Bootes der US Navy.
Die restlichen fünf U-Boote bildeten bis zum Ende des Kalten Krieges den ältesten Teil der US-Flotte. 1986 ging das erste Boot außer Dienst, die anderen vier wurden bis 1990 deaktiviert, die geopolitischen Veränderungen sowie ihr weit fortgeschrittenes Alter von rund 40 Jahre machten sie gegenüber den neuen Booten der Los Angeles-Klasse verzichtbar.

## Technik

### Rumpf

Schematische Darstellung eines U-Boots der Skipjack-Klasse:
1: Sonaranlage
2: Torpedoraum
3: Operationszentrale
4: Reaktorabteilung
5: Hilfsmaschinenraum
6: Maschinenraum

Die Boote der Skipjack-Klasse waren die ersten U-Boote, deren Rümpfe in einer hydrodynamisch optimierten Tropfenform gefertigt wurden, also den sogenannten Albacore-Rumpf implementierten. Diese Form wurde grundsätzlich bis heute beibehalten, aber Richtung Zylinder abgewandelt, die zwar hydrodynamisch ungünstiger, aber leichter zu fertigen ist. Die Boote waren Einhüllenboote.
Mit einer Länge von 76 Metern sind die Boote die kleinsten Atom-U-Boote, die die US Navy je betrieben hat. Die Breite betrug 9,4 Meter, der Tiefgang lag bei rund 8,5 Metern. Die Verdrängung lag getaucht bei rund 3.500 Tonnen.
Der Rumpf der Boote wurde erstmals aus hochelastischem HY-80-Stahl gefertigt, der eine garantierte Streckgrenze (Yield strength) von 80.000 psi (Pfund pro Quadratzoll) aufweist. Dies ist die Grenze von Werkstoffen, bis zu der keine bleibende Verformung auftritt. Diese entspricht hier circa 552 N/mm². Ein weiterer Vorteil dieses Stahls, der vor allem für den Schiffbau eingesetzt wird, ist die gute Schweißbarkeit. Die zugelassene Tauchtiefe lag bei circa 300 Metern, die strukturelle Integrität des Rumpfes war bis circa 600 Meter gewährleistet.
Die vorderen Tiefenruder wurden hier erstmals am Turm statt am Rumpf selber angebracht, um die Strömungsgeräusche nahe dem Bugsonar zu verringern.

### Antrieb

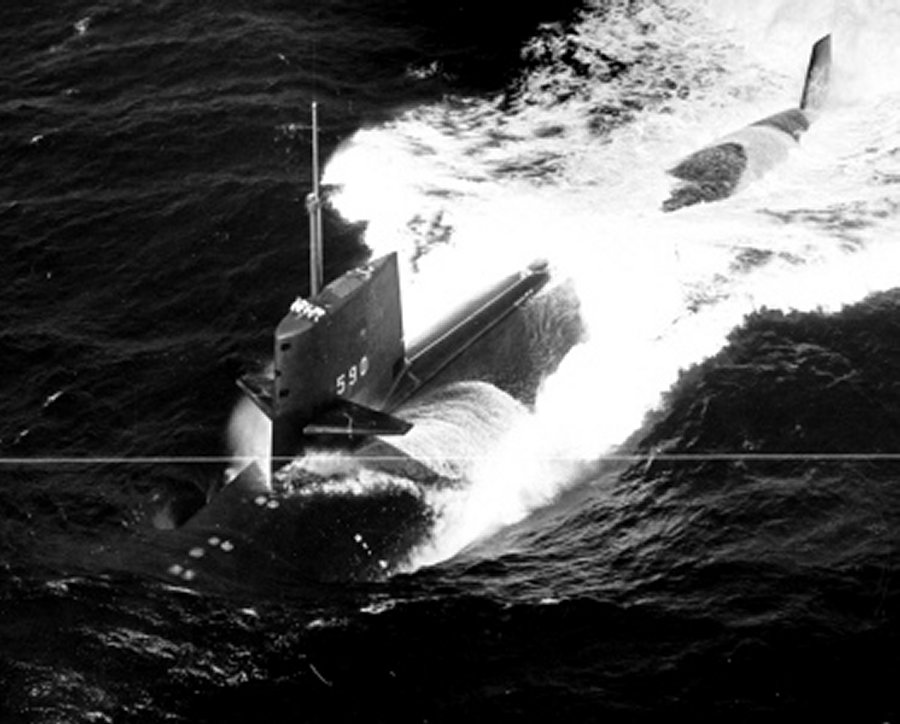
Sicht auf die Sculpin

Der Antrieb bestand bei der Skipjack-Klasse erstmals unter den US-Atom-U-Booten aus nur noch einer Welle anstatt wie vorher zwei. Als Reaktor wurde ein S5W-Druckwasserreaktor verwendet. Diese Abkürzung bezeichnet: S für Unterseeboot, 5 für die fünfte Generation von Atomreaktoren, W für den Hersteller, die Westinghouse Electric Corporation. Die Leistung dieses für alle folgenden U-Boot-Klassen bis zur Los Angeles-Klasse verwendeten Reaktors lag bei rund 15.000 PS. Damit konnten die U-Boote Unterwasser-Geschwindigkeiten von bis zu 30 Knoten erreichen. Diese nicht zuletzt durch die neuartige Rumpfform erreichte höchste Geschwindigkeit von U-Booten wurde durch die recht niedrige Überwasser-Geschwindigkeit erkauft, diese lag bei gerade der Hälfte der Höchstgeschwindigkeit.

### Bewaffnung
Die Bewaffnung der Skipjack-Boote bestand aus sechs Torpedorohren vom Durchmesser 53,3 cm, die alle nach vorn gerichtet waren. Jedes der Boote führte 24 Torpedos mit. Möglich waren etwa die Typen Mark 37 und Mark 45 ASTOR mit Atomsprengkopf.
Ab der folgenden Thresher-Klasse wurde der Rumpfbug vollständig von der Sonaranlage eingenommen und die Torpedorohre führten dahinter angewinkelt aus dem Rumpf heraus. Die Skipjack-Boote und die der von ihnen abgeleiteten George-Washington-Klasse waren somit die letzten U-Boot-Neubauten der US Navy, die nach der klassischen Anordnung mit dem Torpedoraum als vorderster Sektion im Bug konstruiert waren.